# Hadroconus
Hadroconus is een geslacht van weekdieren uit de klasse van de Gastropoda (slakken).

## Soorten
- Hadroconus altus (Watson, 1879)
- Hadroconus diadematus Marshall, 1988
- Hadroconus grandiosus Marshall, 1991
- Hadroconus sibogae (Schepman, 1908)
- Hadroconus watsoni (Dall, 1927)